# قائمة حكام سيراليون
هذه قوائم بالحكام الذين تعاقبوا على حكم سيراليون.

## الحكم الملكي
يشغل منصب ملكية سيراليون ذات شاغل منصب الملكية في المملكة المتحدة بحسب مرسوم التولية لعام 1701.
| الملك | الملك  | الملك                           | فترة الحكم    | فترة الحكم    | فترة الحكم         | العائلة المالكة | رؤساء الوزارة                           |
| #     | الصورة | الاسم                           | بداية الحكم   | نهاية الحكم   | الفترة             | العائلة المالكة | رؤساء الوزارة                           |
| ----- | ------ | ------------------------------- | ------------- | ------------- | ------------------ | --------------- | --------------------------------------- |
| 1     |        | الملكة إليزابيث الثانية (1926–) | 27 نيسان 1961 | 19 نيسان 1971 | 9 سنوات و 357 يوماً | بيت ويندسور     | ميلتون مارغاي ألبرت مارغاي سياكا ستيفنز |

### الحاكم العام
الحاكم العام هو منصب يمثل الملكة في دول الكومنولث، وبحسب قانون ويستمنستر لعام 1931 فإن الحكام العام تعينه الكابينة الوزارية في سيراليون.
| الحاكم العام | الحاكم العام | الحاكم العام                                 | فترة الحكم    | فترة الحكم              | فترة الحكم         | الملك)           | رئيس الوزراء)                           |
| #            | الصورة       | الاسم                                        | استلام المنصب | مغادرة المنصب           | الفترة             | الملك)           | رئيس الوزراء)                           |
| ------------ | ------------ | -------------------------------------------- | ------------- | ----------------------- | ------------------ | ---------------- | --------------------------------------- |
| 1            |              | السير موريس هنري دورمان (1912–1993)          | 27 نيسان 1961 | 5 أيار 1962             | سنة واحدة و 8 أيام | أليزابيث الثانية | ميلتون مارغاي                           |
| 2            |              | السير هنري جوسياه لايتفوت بوسطون (1898–1969) | 5 أيار 1962   | 27 نيسان 1967 (أطيح به) | 5 سنوات و 353 يوماً | أليزابيث الثانية | ميلتون مارغاي ألبرت مارغاي سياكا ستيفنز |
| 3            |              | السير بانجا تيجان سي (1917–2000)             | 22 نيسان 1968 | 31 آذار 1971            | سنتان و 343 يوماً   | أليزابيث الثانية | سياكا ستيفنز                            |
| 4            |              | كريستوفر أوكورو كول (1921–1990)              | 31 آذار 1971  | 19 نيسان 1971           | 19 يوماً            | أليزابيث الثانية | سياكا ستيفنز                            |

### فترة الحكم العسكري (1967–1968)
|   |        |                                      | فترة الحكم    | فترة الحكم              | فترة الحكم | الارتباط العسكري    |
| # | الصورة | الاسم                                | استلام المنصب | مغادرة المنصب           | الفترة     | الارتباط العسكري    |
| - | ------ | ------------------------------------ | ------------- | ----------------------- | ---------- | ------------------- |
| 1 |        | أندريه جونسون (1933–1996)            | 27 نيسان 1967 | 18 نيسان 1968 (أطيح به) | 357 يوماً   | مجلس الإصلاح الوطني |
| 2 |        | العميد جون أمادو بانغورا (1930–1970) | 18 نيسان 1968 | 22 نيسان 1968           | 4 أيام     | مجلس الإصلاح الوطني |

## الجمهورية الأولى
| الرئيس | الرئيس | الرئيس                          | فترة الحكم           | فترة الحكم              | فترة الحكم         | الحزب السياسي (عند انتخابه) |
| #      | الصورة | الاسم                           | استلام المنصب        | مغادرة المنصب           | الفترة             | الحزب السياسي (عند انتخابه) |
| ------ | ------ | ------------------------------- | -------------------- | ----------------------- | ------------------ | --------------------------- |
| –      |        | كريستوفر أوكورو كول (1921–1990) | 19 نيسان 1971        | 21 نيسان 1971           | يومان              | مستقل                       |
| 1      |        | سياكا ستيفنز (1905–1988)        | 21 نيسان 1971        | 28 تشرين الثاني 1985    | 14 سنة و 221 يوماً  | مجلس كل الشعب               |
| 2      |        | جوزيف سيدو موموه (1937–2003)    | 28 تشرين الثاني 1985 | 29 نيسان 1992 (أطيح به) | 6 سنوات و 153 يوماً | مجلس كل الشعب               |

## الحكم العسكري (1992–1996)
قاد القائد العسكري يحيى كانو انقلاباً عسكرياً وأطاح بالرئيس جوزيف موموه وحكومته وألغى الأحزاب السياسية والبرلمان.
| حاكم الدولة | حاكم الدولة | حاكم الدولة                    | فترة الحكم                     | فترة الحكم           | فترة الحكم         | الانتماء العسكري          |
| #           | الصورة      | الاسم                          | استلام المنصب                  | مغادرة المنصب        | الفترة             | الانتماء العسكري          |
| ----------- | ----------- | ------------------------------ | ------------------------------ | -------------------- | ------------------ | ------------------------- |
| 3           |             | الكابتن يحيى كانو (19??–1992)  | 30 نيسان 1992                  | 1 أيار 1992          | يوم واحد           | مجلس الدفاع المؤقت الوطني |
| 4           |             | الكابتن فالنتين ستراسر (1967–) | 1 أيار 1992                    | تموز 1992            | 3 سنوات و 261 يوماً | مجلس الدفاع المؤقت الوطني |
| 4           | تموز 1992   | الكابتن فالنتين ستراسر (1967–) | 17 كانون الثاني 1996 (أطيح به) | المجلس الأعلى للدولة | 3 سنوات و 261 يوماً |                           |
| 5           |             | العميد جوليو مادا بيو (1964–)  | 17 كانون الثاني 1996           | 29 آذار 1996         | 72 يوماً            | المجلس الأعلى للدولة      |

## الجمهورية الثانية
في عام 1996 أجريت انتخابات بحسب دستور عام 1991. فاز في هذه الانتخابات حزب شعب سيراليون. شغل منصب الرئيس وكالةً في هذه الفترة أحمد تيجان كبه.
| الرئيس | الرئيس | الرئيس                      | فترة الحكم    | فترة الحكم             | فترة الحكم          | الحزب السياسي (عند انتخابه) |
| #      | الصورة | الاسم                       | استلام المنصب | مغادرة المنصب          | الفترة              | الحزب السياسي (عند انتخابه) |
| ------ | ------ | --------------------------- | ------------- | ---------------------- | ------------------- | --------------------------- |
| 6      |        | أحمد تيجان كباه (1932–2014) | 29 آذار 1996  | 25 أيار 1997 (أطيح به) | سنة واحدة و 57 يوماً | حزب شعب سيراليون            |

## الحكم العسكري (1997–1998)
قاد الرائد جوني كوروما انقلاباً عسكرياً أطاح بالرئيس وألغى الأحزاب السياسية والبرلمان. لكن نيجيريا قادت القوات العسكرية لفريق الرصد الجماعة الاقتصادية لدول غرب أفريقيا التي أطاحت به لاحقاً.
| الحاكم | الحاكم | الحاكم                             | فترة الحكم    | فترة الحكم             | فترة الحكم | الانتماء العسكري             |
| #      | الصورة | الاسم                              | استلام المنصب | مغادرة المنصب          | الفترة     | الانتماء العسكري             |
| ------ | ------ | ---------------------------------- | ------------- | ---------------------- | ---------- | ---------------------------- |
| 7      |        | الرائد جوني بول كوروما (1960–2003) | 25 أيار 1997  | 12 شباط 1998 (أطيح به) | 263 يوماً   | المجلس الثوري للقوات المسحلة |

## الجمهورية الثالثة
عادت الحكومة المدنية وكذلك دستور عام 1991 وأعضاء البرلمان والرئيس.
| الرئيس | الرئيس | الرئيس                        | فترة الحكم           | فترة الحكم           | فترة الحكم                          | الحزب السياسي (عند استلام المنصب) |
| #      | الصورة | الاسم                         | استلام المنصب        | مغادرة المنصب        | الفترة                              | الحزب السياسي (عند استلام المنصب) |
| ------ | ------ | ----------------------------- | -------------------- | -------------------- | ----------------------------------- | --------------------------------- |
| (6)    |        | أحمد تيجان كبه (1932–2014)    | 13 شباط 1998         | 17 أيلول/سبتمبر 2007 | 9 سنوات و 216 يوماً                  | حزب شعب سيراليون                  |
| 8      |        | إرنست كوروما (1953–)          | 17 أيلول/سبتمبر 2007 | 4 أبريل 2018         | 10 سنوات و199 أيام                  | مجلس كل الشعب                     |
| (5)    |        | جوليوس مادا بيو (مواليد 1964) | 4 أبريل 2018         | حالي                 | 7 سنوات و48 أيام (بحسب تاريخ اليوم) | حزب شعب سيراليون                  |

## معرض صور